# Analitzador d'espectre

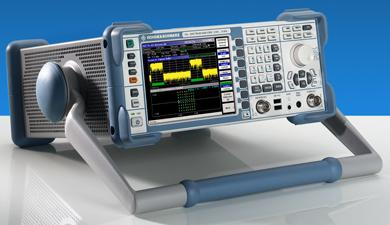
Analitzador d'espectre Rohde & Schwarz FSL

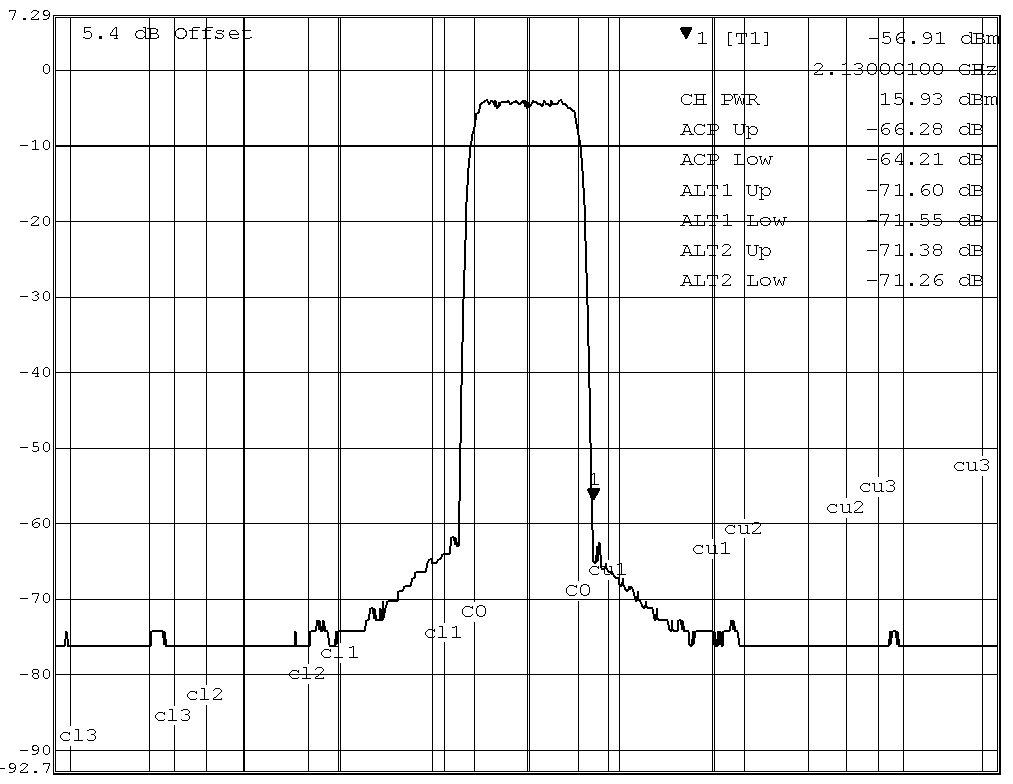
Pantalla d'un Analitzador d'espectre(Universal Mobile Telecommunications)

Un  analitzador d'espectre  és un equip de mesura electrònic que permet visualitzar en una pantalla les components espectrals en un espectre de freqüències dels senyals presents a l'entrada. Pot visualitzar qualsevol mena d'ones elèctriques, acústiques o òptiques.
A l'eix d'ordenades sol presentar en una escala logarítmica el nivell en dBm del contingut espectral del senyal. A l'eix d'abscisses es representa la freqüència, en una escala que és funció de la separació temporal i el nombre de mostres capturades. S'anomena freqüència central de l'analitzador a la qual correspon amb la freqüència en el punt mitjà de la pantalla.
Sovint es mesura amb ells l'espectre de la potència elèctrica.
En l'actualitat és substituït per l'analitzador vectorial de senyals.

## Tipus
Hi ha analitzadors analògics i digitals d'espectre:
- Un analitzador analògic d'espectre és un equip electrònic que mostra la composició de l'espectre d'ones elèctriques, acústiques, òptiques, de radiofreqüència, etc. Contrari a un oscil·loscopi un Analitzador d'Espectres mostra les ones en el domini de freqüència en comptes del domini de temps. Pot ser considerat un voltímetre de freqüència selectiva, que respon a pics calibrats en valors RMS de l'ona. Els analitzadors analògics utilitzen un filtre passa banda de freqüència variable la freqüència central s'afina automàticament dins d'una gamma de fixa. També es pot emprar un banc de filtres o un receptor superheterodí on l'oscil·lador local escombra una gamma de freqüències. Alguns altres analitzadors com els de Tektronix utilitzen un híbrid entre anàleg i digital a la que anomenen "temps real" analitzador d'Espectres. Els senyals són convertits a una freqüència més baixa per a ser treballats amb tècniques FFT o transformada ràpida de Fourier desenvolupada per Jean Baptiste Joseph Fourier, 1768-1830.

- Un analitzador digital d'espectre utilitza la (FFT), un procés matemàtic que transforma un senyal en els seus components espectrals. Algunes mesures requereixen que es preservi la informació completa de senyal - freqüència i fase aquest tipus d'anàlisi es diu vectorial. Equips com els de Agilent Technologies (antigament coneguts com a Hewlett Packard) fan servir aquest tipus d'anàlisi.

Els dos grups d'analitzadors poden portar un generador intern incorporat i així poder ser usats com un simple analitzador de xarxes.